# طالح ممدوف
طالح ممدوف (به ترکی آذربایجانی: Taleh Məmmədov،  زادهٔ ۱۶ اوت ۱۹۸۹) یک کشتی‌گیر فرنگی‌کار اهل کشور جمهوری آذربایجان است.
از افتخارات وی می‌توان به کسب مدال برنز قهرمانی کشتی جهان ۲۰۲۲ اشاره کرد.

## فعالیت حرفه‌ای

### قهرمانی کشتی جهان ۲۰۲۲
ممدوف در وزن ۶۳ کیلوگرم کشتی فرنگی قهرمانی کشتی جهان ۲۰۲۲ بلگراد شرکت کرد، او در مسابقه های اول و دوم الکساندر یورکیانس از اتریش و لوئیس اورتا از کوبا را شکست داد اما در نیمه نهایی به سباستین ناد از صربستان باخت و به دیدار رده‌بندی رفت. وی در دیدار رده‌بندی هراچیا پوغوسیان از ارمنستان را شکست داد و مدال برنز را بدست آورد.